# Carona (Lugano)
Carona è un quartiere di 916 abitanti del comune svizzero di Lugano, nel Canton Ticino (distretto di Lugano).

## Storia
Nel Medioevo Carona, con il vicino abitato di Ciona, costituiva una castellanza, i cui terreni appartennero alla diocesi di Como finché nel 1472 divenne una parrocchia indipendente. La sua fedeltà ai Visconti, duchi di Milano, fruttò al piccolo borgo privilegi ed esenzioni fiscali fino oltre l'epoca medievale. Una fitta rete di mulattiere collegava il quartiere di Carona al Lago di Lugano in diversi punti, ma alla fine del XIX secolo venne costruita una strada per favorire i collegamenti con il centro di Lugano.
Carona è conosciuta anche per il porfido rosa del Ceresio, una pietra naturale tipica della regione del lago di Lugano che qui veniva estratta e lavorata. Si tratta di un materiale che si contraddistingue per la sua durezza e per il suo colore rosso-rosato e che caratterizza diversi edifici del suo territorio come ad esempio la Chiesa di Santa Maria Assunta (Torello) o il campanile della Chiesa dei Santi Giorgio e Andrea. I primi utilizzi di questa pietra risalgono all'epoca romana. Nel corso del XX secolo entro il territorio di Carona erano presenti varie cave, in particolare nella zona della Madonna d'Ongero e della collina di San Grato. Con questa tipica pietra sono state pavimentate numerose strade e sono stati realizzati diversi edifici in tutto il canton Ticino.
Già comune autonomo che si estendeva per 4,68 km², il 14 aprile  2013 è stato accorpato a Lugano assieme agli altri comuni soppressi di Bogno, Cadro, Certara, Cimadera, Sonvico e Valcolla. L'incorporazione  è stata decisa con votazione popolare nel 2012.

## Monumenti e luoghi d'interesse

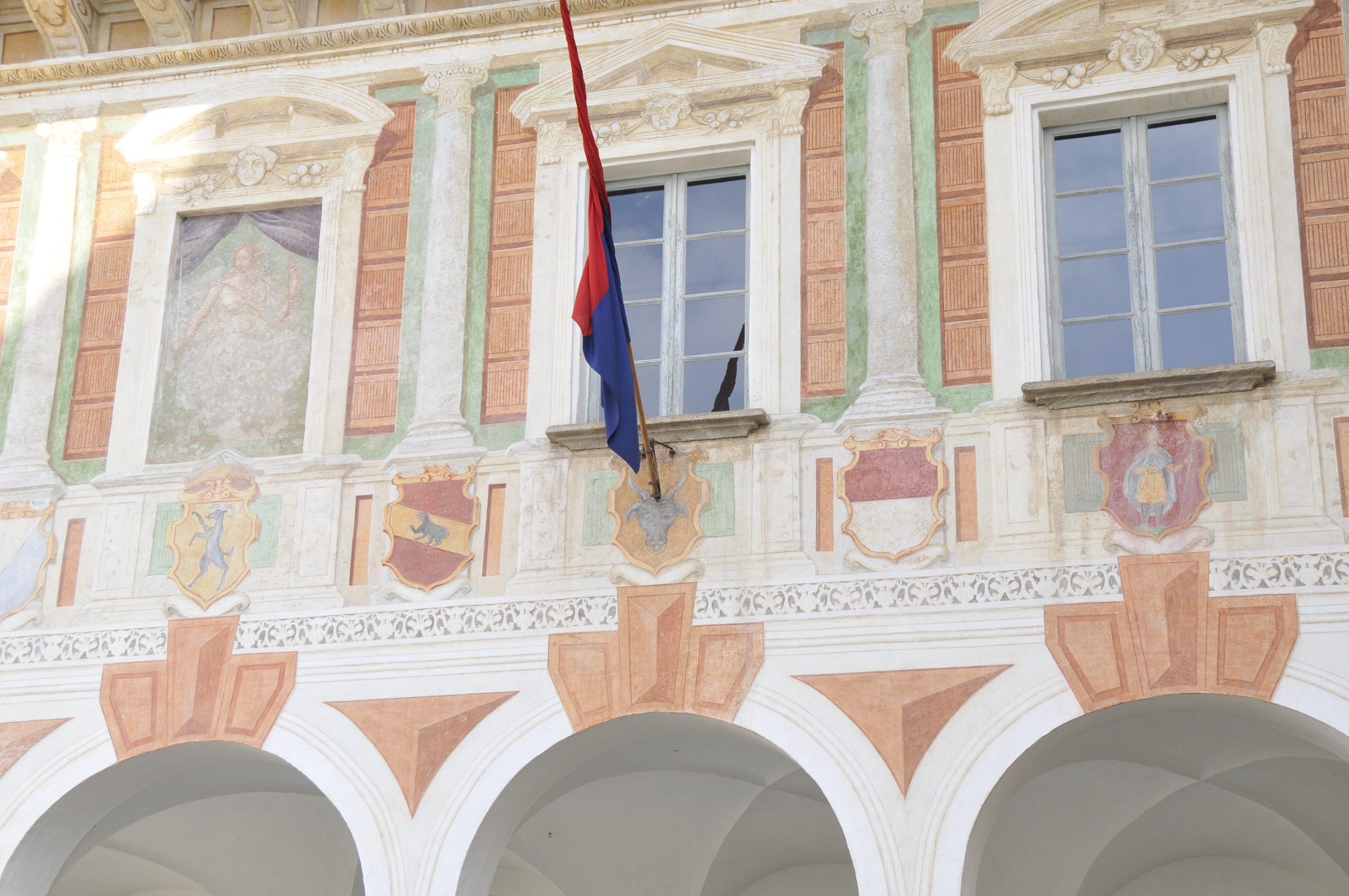
La loggia comunale

### Architetture religiose
- Chiesa parrocchiale dei Santi Giorgio e Andrea, attestata dal 1425[1];
- Chiesa di San Siro;
- Chiesa di Santa Maria Assunta;
- Chiesa di Santa Marta, già chiesa dei Santi Pietro e Paolo, del XIV secolo[1];
- Chiesa di Santa Maria d'Ongero, eretta nel 1624[1];
- Chiesa di San Salvatore, attestata dal XIII secolo[6];
- Oratorio di Santa Maria delle Grazie in località Ciona, eretto nel XVII secolo[1].

### Architetture civili
- Loggia comunale, eretta nel 1591[7]-1592[8];
- Casa Andreoli (XVI secolo), nei pressi dell'edificio delle poste;[9] Costanza (XVIII secolo), in piazza.[9]

#### Altro
- Parco di San Grato[10].

## Società

### Evoluzione demografica
L'evoluzione demografica è riportata nella seguente tabella:
Abitanti censiti

### Istituzioni, enti e associazioni
Fra i più antichi enti del quartiere (censita già nel XV secolo), l'arciconfraternita del Gonfalone maggiore di Santa Marta ha sede nella chiesa di Santa Marta, di cui è proprietaria, sita nei pressi del cimitero. Quali organi dispone di un'assemblea (legislativo) e di un consiglio direttivo (esecutivo) e di due revisori, a cui spetta di preavvisare le decisioni assembleari.

## Amministrazione

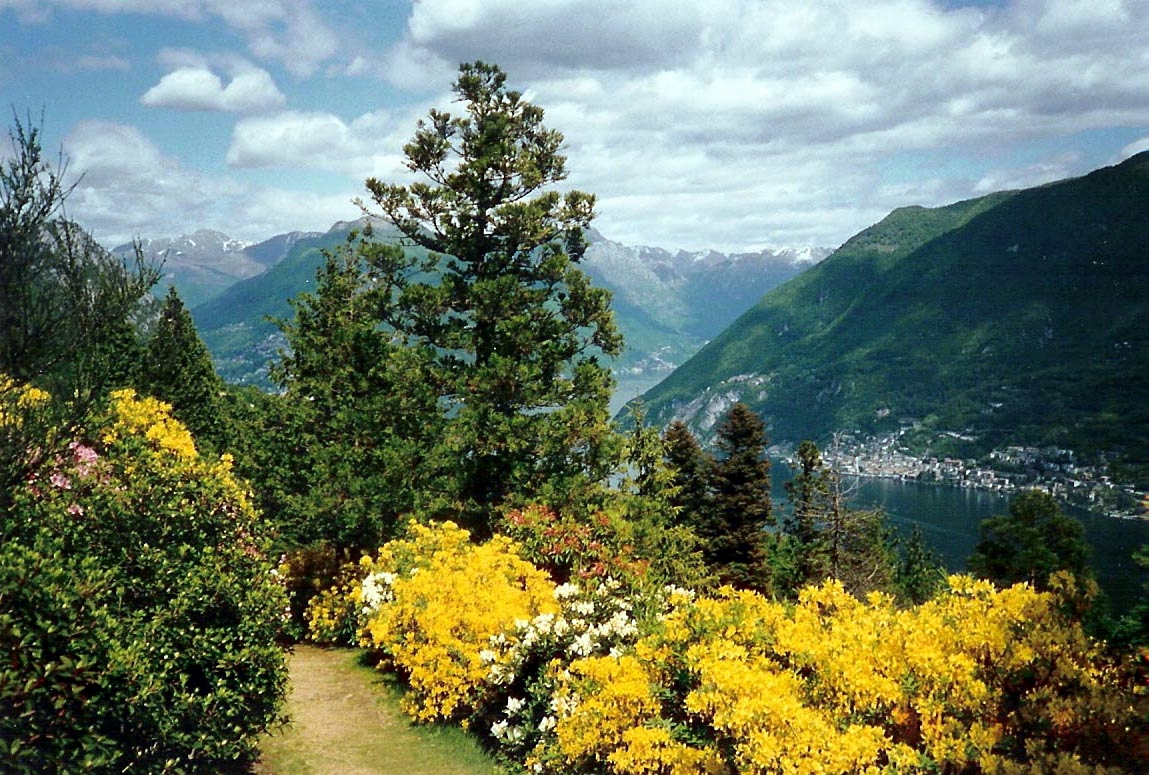
Il parco di San Grato

Ogni famiglia originaria del luogo fa parte del cosiddetto comune patriziale e ha la responsabilità della manutenzione di ogni bene ricadente all'interno dei confini del quartiere. L'ufficio patriziale, rieletto nel 2017, è presieduto da Ares Bernasconi.